# آناکوندای زرد
آناکوندای زرد (نام علمی: Eunectes notaeus) نام یک گونه از سرده آناکوندا است.